# Nuoto ai XVII Giochi del Mediterraneo - 50 metri farfalla maschili
Le gare di nuoto nella categoria 50 metri farfalla maschili si sono tenute il 24 giugno 2013 al Yeni Olimpik Yüzme Havuzu di Mersin.

## Calendario
Fuso orario EET (UTC+3).
| Data      | Ora   | Turno    |
| --------- | ----- | -------- |
| 24 giugno | 9:54  | Batterie |
| 24 giugno | 18:22 | Finale   |

## Risultati
I 19 atleti vengono inquadrati in tre batterie rispettivamente da 6, 6 e 7 nuotatori ciascuna. Si qualificano alla finale i primi otto tempi.

### Batterie
| Pos. | Nome                           | Nazione  | Tempo | Batt. | Corsia | Note |
| ---- | ------------------------------ | -------- | ----- | ----- | ------ | ---- |
| 1    | Piero Codia                    | Italia   | 23"91 | 2     | 4      | Q    |
| 2    | José Manuel Valdivia Cañizares | Spagna   | 23"96 | 3     | 5      | Q    |
| 3    | Ivan Lenđer                    | Serbia   | 23"97 | 3     | 4      | Q    |
| 4    | Romain Sassot                  | Francia  | 24"15 | 1     | 5      | Q    |
| 5    | Kristian Gkolomeev             | Grecia   | 24"26 | 2     | 5      | Q    |
| 6    | Iskender Baslakov              | Turchia  | 24"30 | 3     | 3      | Q    |
| 7    | Christos Katrantzis            | Grecia   | 24"60 | 1     | 4      | Q    |
| 8    | Andrea Farru                   | Italia   | 24"62 | 2     | 3      | Q    |
| 9    | Robert Žbogar                  | Slovenia | 24"64 | 1     | 2      |      |
| 10   | Andrew Chetcuti                | Malta    | 24"72 | 2     | 1      |      |
| 11   | Shehab Younis                  | Egitto   | 24"95 | 1     | 3      |      |
| 12   | Marwan Hellal                  | Spagna   | 25"07 | 3     | 6      |      |
| 13   | Žiga Cerkovnik                 | Slovenia | 25"22 | 3     | 7      |      |
| 14   | Ozan Kemer                     | Turchia  | 25"39 | 2     | 2      |      |
| 15   | Oussama Sahnoune               | Algeria  | 25"96 | 1     | 6      |      |
| 16   | Adam Allouche                  | Libano   | 26"09 | 1     | 7      |      |
| 17   | Abdelkader Afane               | Algeria  | 26"17 | 2     | 7      |      |
| 18   | Sofyan El Gadi                 | Libia    | 26"34 | 3     | 2      |      |
| 19   | Abdulmalek Ben Musa            | Libia    | 28"54 | 3     | 1      |      |

### Finale
| Pos. | Atleta                         | Nazionalità | Tempo | Corsia |
| ---- | ------------------------------ | ----------- | ----- | ------ |
|      | Ivan Lenđer                    | Serbia      | 23"50 | 3      |
|      | Piero Codia                    | Italia      | 23"67 | 4      |
|      | José Manuel Valdivia Cañizares | Spagna      | 23"92 | 5      |
| 4    | Kristian Gkolomeev             | Grecia      | 24"09 | 2      |
| 5    | Romain Sassot                  | Francia     | 24"15 | 6      |
| 6    | Christos Katrantzis            | Grecia      | 24"17 | 1      |
| 7    | Andrea Farru                   | Italia      | 24"43 | 8      |
| 8    | Iskender Baslakov              | Turchia     | 24"53 | 7      |